# Fire Bomber
Fire Bomber（ファイアーボンバー、FIRE BOMBERとも表記）は、1994年から1995年にかけて放映されたテレビアニメ『マクロス7』および、関連作品に登場する架空のロックバンド。物語の主人公である熱気バサラ、ヒロインのミレーヌ・フレア・ジーナスが男女ツインボーカルを務め、合計4人で編成される。口頭では「ファイアー」、文字媒体では「F.B」「FB」といった略称がある。
作品世界における設定では2045年4月、「PLANET DANCE」でデビューし、同年6月にファーストアルバム「LET'S FIRE!!」をリリース。無名のバンドから始まり、物語の舞台となるマクロス7船団と敵生命体プロトデビルンの争いのなかで鍵を握る存在となり、やがて全銀河にその名を轟かせるメジャーバンドとなるまでの姿が描かれている。
現実世界においては1994年からFire Bomber名義でシングルやアルバムも発売され、当時のアニメソングとしては高セールスを記録した（後述）。
バサラとミレーヌの役は通常の演技を声優、歌唱パートを別人のミュージシャンが担当しており、歌唱パート担当の福山芳樹とチエ・カジウラは、『マクロス7』完結後も「マクロスシリーズ」関連のライブ出演やトリビュート活動を行なっている。2009年からは公式に「Fire Bomber (FIRE BOMBER) 」としてライブに出演した。2014年以降は「BASARA EXPLOSION」の名を冠し、福山とそのサポートバンド「F-BAND」を中心としてゲストを招く形式のライブも開催されている。

## メンバー
| メンバー名                                     | キャスト                | キャスト       | 担当             | 搭乗機                                                               |
| メンバー名                                     | 声の出演                | 歌唱パート     | 担当             | 搭乗機                                                               |
| ---------------------------------------------- | ----------------------- | -------------- | ---------------- | -------------------------------------------------------------------- |
| 熱気 バサラ Basara Nekki                       | 林延年（神奈延年）      | 福山芳樹       | ボーカル、ギター | VF-19改 エクスカリバー 熱気バサラスペシャル （ファイアーバルキリー） |
| ミレーヌ・フレア・ジーナス Mylene Flare Jenius | 桜井智（櫻井智） 平野綾 | チエ・カジウラ | ボーカル、ベース | VF-11MAXL改 ミレーヌ専用機 （ミレーヌバルキリー）                    |
| レイ・ラブロック Ray Lovelock                  | 菅原正志                | -              | キーボード       | VF-17T改 ナイトメア （ストームバルキリー）                           |
| ビヒーダ・フィーズ Veffidas Feaze              | 高乃麗                  | -              | ドラム           | VF-17T改 ナイトメア （ストームバルキリー）                           |

現実世界においては、歌唱パート担当の福山芳樹（ボーカル、ギター）とチエ・カジウラ（ボーカル）がFire Bomber（FIRE BOMBER）として活動。1995年に行なわれたライブではバサラとミレーヌを演じる声優の林延年（のちの神奈延年）と桜井智（のちの櫻井智）がメンバーとして参加した。

## 設定
ここでは架空のバンドとしての設定について述べる。

### 活動経歴
宇宙歴〔ママ〕2030年に戦闘で親友を亡くして以来、自暴自棄になって放浪していた元統合軍パイロットのレイ・ラブロックが、当時7歳の熱気バサラと出会ったことに端を発する。バサラが14歳のころ、レイが仕事場の付近で歌っていたバサラを誘い、幼いころのバサラの演奏に感銘を受けていた元ストリートファイターのビヒーダ・フィーズも加入する。その後、2038年に出航した第37次超長距離移民船団マクロス7の都市艦シティ7に付属する未登録エリア「アクショ」を拠点にバンド活動を行なうことになる。ベース担当のメンバーはこれまでに3名が加入していたが、いずれもバサラとは合わず脱退している。
2045年3月、ベース兼ボーカル担当として新たに加入したミレーヌ・フレア・ジーナスがシティ7内のカタスミパークでライブデビューする。時を同じくして、マクロス7に対し謎の敵バロータ軍が攻撃を開始する（バロータ戦役の勃発）。そのなかでバサラは統合軍とコネクションを持つレイを通じて与えられた可変戦闘機VF-19改（ファイアーバルキリー）を駆り、自分の歌を伝えるという挑戦のために戦場で歌い始める。その行動が一部で注目され、同月、新人バンドの登竜門とされる「スーパー・ノヴァライブ」に出演。以降、わずかずつではあるが活動機会を増やしてゆく。
4月、スーパー・ノヴァライブ以来Fire Bomberの可能性に着目していた音楽プロデューサー、北条アキコが主宰するアキコリップスレーベルよりデビューシングル「PLANET DANCE」発売。当初は196位と不調ながらも、毎週1位ずつ上がってゆくという売れ方を示す。5月、バンドのプロモーションとしてミレーヌがリン・ミンメイ役、バサラが一条輝役で出演した2時間ドラマ「リン・ミンメイ物語」が放送され、視聴率94%を記録する。これによりバンドの知名度が急上昇し、「PLANET DANCE」はシティ7チャートで第8位、ミレーヌがボーカルを務める第2弾シングル「SWEET FANTASY」もプラネット・チャートで初登場第2位となる。
9月、バサラの歌がバロータ兵に施された精神制御の解除、およびそれを率いるプロトデビルンに影響を与えるといった一定の効果があることが判明。Fire Bomberメンバーは民間協力隊「サウンドフォース」として軍の管轄下に入り、戦場で歌うことになる。
同隊はプロトデビルンを歌で撃退するなど相当の戦果を挙げるが、敵に歌を伝えたいバサラは納得せず、11月には自らの歌う意味を探して当時マクロス7が不時着していた惑星ラクスへ放浪の旅に出かけ、それを追ってミレーヌも旅に出たため、バンドの活動は一時休止となる。12月、放浪の果てに歌うことへの迷いがなくなったバサラはミレーヌとともに帰還し、活動を再開する。
2046年2月、プロトデビルンの本拠地であるバロータ3198XE第4惑星への奇襲突撃作戦「オペレーション・スターゲイザー」にサウンドフォースとして参加。同月の最終戦において、プロトデビルンはバサラの歌の影響により新たな存在へと進化し、バロータ戦役は終結する。
2047年3月、バサラが再度放浪の旅に出かけ、ミレーヌもそれを追って旅に出る。バサラは放浪先の惑星ゾラで宇宙を回遊するエネルギー体「銀河クジラ」とのセッションに成功する。Fire Bomberはこの時点において、辺境の惑星においてもその名が知られるほどの著名なバンドとなっている。
2060年、13年ぶりとなるアルバム「Re.FIRE!!」を発表。この時点においてバサラはマクロス7に帰ることなく放浪、ミレーヌはソロ歌手、レイは音楽プロデューサー、ビヒーダはセッションドラマーと、各々の分野で活動しており、バサラは銀河ネットワークを用いてセッションに参加する。

### サウンドフォース
サウンドフォースは、統合軍が極秘に進めていた計画「プロジェクトM」のテストとして結成された、可変戦闘機（バルキリー）に搭乗して戦場で歌うことを任務とした民間協力隊である。プロジェクトM自体は実効性に疑問が持たれていたが、熱気バサラの歌が敵であるバロータ兵ならびにプロトデビルンに対して少なからず影響を与えることが確認され、本格始動することになる。部隊のメンバー選定は以前より計画に関与していたレイ・ラブロックに一任され、当初よりバンドメンバーの熱気バサラ、ビヒーダ・フィーズの加入が内定していた。未成年のミレーヌ・ジーナスは父マクシミリアン・ジーナスの要望もあり外される予定であったが、当人が強く希望し、メンバーによってFire Bomberに欠かせない存在であることが認められ、レイの判断でミレーヌもメンバーに加えられることとなる。各自それぞれ専用にカスタマイズされた型式の異なる機体に搭乗し、アクショ前方のエアロックから発進する。フォーメーションの名称は他の部隊と異なり音楽用語にちなむものとなっている。
結成当初は特筆すべき成果を挙げることはないが、サウンドフォースのアドバイザーであり、独自に歌のエネルギーについて研究していた軍医、Dr.千葉が新たに歌エネルギー変換ユニットとサウンドエナジーシステムを開発し同隊各機に搭載、直後に襲来した大型プロトデビルン・グラビルを歌エネルギーにより撃退し、さらに、歌エネルギーを増幅・放射する新兵器サウンドブースターも開発され、以降は対プロトデビルン戦の切り札として位置づけられることになる。

### 他作品での扱い
2059年を舞台とし、過去作品へのセルフオマージュを多分に含む『マクロスF』では、S.M.Sスカル小隊の隊長オズマ・リーがFire Bomberの熱烈なファンであり、この時代のトップシンガーであるシェリル・ノームの決め台詞がバサラへのオマージュであるといった描かれ方がされている。Fire Bomberの楽曲が挿入歌として使用される場面もある。
『マクロスFB7 銀河流魂 オレノウタヲキケ！』では、サウンドフォースがプロトデビルンを撃退したという情報が伝わっているのみで、それ以降の活動は不明で新曲も発表されておらず、マクロス7船団の所在さえも不明となっている。同作品ではオズマたちが怪鳥（プロトデビルンのガビル）によって渡されたVHSの記録映像からバロータ戦役の実像を知り、歌手のシェリル・ノームとランカ・リーによるFire Bomberの映像を使用したゲリラライブが開催される。

## メンバー詳細

### 熱気バサラ
- 読み / 綴り - ねっき バサラ / Basara Nekki[10]
- 声 - 林延年（神奈延年）、夏樹リオ（『マクロス7』第49話、少年時代）[11] / 歌 - 福山芳樹

Fire Bomberのボーカルとギター担当。『マクロス7』および、複数の関連作品における主人公。
2024年8月15日生まれ。21歳（『マクロス7』の舞台となる2045年時点）。逆立った髪と、旅先で拾った丸縁、青いレンズのサングラスをかけた姿が特徴。身長184cm、体重75kg。血液型はB型。
自分の歌と音楽に対する並外れた情熱を有し、その可能性に挑戦するべく、バンドリーダーで元統合軍パイロットのレイ・ラブロックを通じて極秘に提供され、専用にカスタマイズされた可変戦闘機、VF-19改（通称ファイアーバルキリー）に搭乗し、戦場に飛び出して決して戦うことなく「俺の歌を聞け」と叫んで歌い続け、謎の敵に対しても自分の歌を聞かせようとする。当初その姿は人々に異端視されるが、次第に周囲に認められ、敵生命体プロトデビルンもその歌に多大な影響を受けることになる。常人をはるかに超えた「歌エネルギー」の持ち主であり、その正体は50万年前に銀河を支配した知的生命体プロトカルチャーの時代にプロトデビルンを封印した特殊な力の持ち主と同様の「アニマスピリチア」であるとされる。

#### 経歴
その出自はいっさい不明で、出身地は本人も記憶していないという。7歳のころにはギターを担いでおり、自分の歌で山を動かそうと思い、毎日山に向かって歌っていた。そのころに放浪中のレイと初めて出会い、14歳のころ、レイと再会しバンド活動の誘いを受ける。2038年に出航した第37次超長距離移民船団（通称マクロス7船団）の都市艦シティ7に付属する船団未登録エリア「アクショ」の廃墟と化したアパートにレイとともに住み、そこを拠点にライブ活動を行なう。アクショ自体が公的には存在しないエリアで、そこに住むバサラは市民登録をしていない。
2045年から2046年にかけてのバロータ戦役においては戦場に乗り込み、自分への挑戦のために歌い続ける。当初は何の効果もない状況が続くが、やがてその歌が敵に影響を与えることが判明し、統合軍の民間協力隊サウンドフォースの一員として本人の思いとは裏腹に、歌エネルギーによってプロトデビルンを撃退しつづけることになる。そのさなか、自身と接触し眠りについたプロトデビルンの1体、シビルと邂逅し、歌で目覚めさせようとしながらも果たせず、自分の歌う意味を探して放浪の旅に出る。長い旅の果てに再び巡りあったシビルを歌で目覚めさせ、彼女とともに宇宙を飛び回り「銀河」を巡る体験を経て、みずからの歌への思いとありかたを悟る。以降迷いは消え、その歌をプロトデビルンの心に伝えることに成功し、戦役を終結へと導く。
2047年（『マクロス ダイナマイト7』）にはふたたび放浪の旅に出かけ、惑星ゾラにおいて「銀河クジラ」に歌を聞かせる。この作品にはファイアーバルキリーは登場せず、バサラはゾラにある機体を借りて宇宙に出る。
非売品ドラマCD『マクロス ダイナマイト7 Fire Bomber GALAXY FUN NET CD』では、マクロス7帰還時のエピソードが描かれる。その後はマクロス7船団に帰ることなく銀河各地を放浪し、ときどき新曲を送るという活動を続ける。

#### 性格
歌に情熱を燃やし、みずからの挑戦を決して諦めようとしない不屈の精神を持つ。言動は常に自由奔放で、規則や命令に縛られることや、他人の意思に従って歌うことを嫌い、自分の「歌いたいときに歌う」という主義を徹底しており、相手が誰であろうとその姿勢を崩すことはない。ライブでは頻繁に遅刻し、それを悪びれる様子も見せないこともあれば、音楽に関して励ましのつもりで容赦ない物言いをすることもある。こうした自分本位とも取れる態度はバサラをよく知らない者には理解されず、ミレーヌ加入前に所属していたバンドのメンバーは、バサラが原因で辞めている。ミレーヌとも口論が絶えないが、それまでのメンバーと違い歌となると非常に息が合い、ボーカリストとして互いを認めあう。一方で、老人や子供相手のライブにおいて客層に合わせた語り口で観客の心をつかんだり、幼い子供や動物となごやかに接したりする場面もある。
暴力による解決を嫌っており、いかなる危機的状況にあっても決して暴力を行使しようとせず、自分の歌を聞かせようとする。しかしながら『マクロス7』序盤においては、人命を救うためにやむをえずファイアーバルキリーに搭載された護身用のミサイルを撃つ場面があり、そのたびにあとで思い悩んでミサイルを取り外そうとまでするが、レイの勧めでその後も装備は続けることになる。サウンドフォースとして軍の管轄下に置かれて以降も、歌を軍事目的でしか見ようとせず、命令で縛ろうとしたり攻撃を要求したりする軍に対してはしばしば反発し、独自路線をとる。のちに自分の歌が通じないことへの憤りからプロトデビルンにミサイルを撃つが、これまで自身の行動を非難していた統合軍パイロットのガムリン・木崎に制止され、叱咤を受ける。以降ミサイルを使用することはなくなり、ガムリンとは立場を超えた友情を築いてゆくことになる。
ミレーヌやレックスなど、しばしば周囲の女性から思いを寄せられるが、バサラ自身が女性を異性として意識する場面は見られない。
趣味は「宇宙遊泳、昼寝、オレの歌を聞かせること」、特技は「寝言で歌を歌える」で、激辛カレー、キムチ、トムヤムクンを好物とする。好きなアーティストは「オレ（もしくは、オレが本気で歌えた時）」。

#### 技能
可変戦闘機（バルキリー）の操縦においては、民間人であるにもかかわらず天才的な技量を持ち合わせており、ただでさえ操縦の難しさで知られるVF-19を、ギター型に改造されたコントロールシステムを用いて平然と操縦し、演奏しながらQM69（高速連続反転）などの高等技術を使用する。戦闘中はおもにバトロイド（人型ロボット）形態を使用し、ファイター（戦闘機）形態は戦場への移動時などに用いる。中間形態のガウォークは当初まったく使用せず、『マクロス7』第14話の市街戦において、ミリア・ファリーナ・ジーナスにガウォークになるように指摘されて初めて同形態への変形を行なう。『マクロス ダイナマイト7』では、普通のバルキリーのコクピット内で、歌いながらアコースティックギターを弾きつつ操縦桿やスロットルをギター越しで操作するという離れ業を行なう。歌や操縦のみにとどまらず、そのほかの多彩な面でも人並外れた実力を発揮する。

#### 搭乗機（バサラ）
- VF-19改 エクスカリバー 熱気バサラスペシャル - 通称ファイアーバルキリー。『マクロス7』第1話から最終話まで使用する。
- VT-1C オストリッチ - 『マクロス ダイナマイト7』第1話、第3話。マリア・ホイリーの形見を使用。
- VF-19P エクスカリバー - 『マクロス ダイナマイト7』第3話、第4話。スピーカーシステム搭載機を借用。

#### 制作・備考（バサラ）
『マクロス7』原作者の河森正治は、アイドルの歌と戦闘を組み合わせるという斬新な演出で人気を博した前作『超時空要塞マクロス』の終了後、同じように歌を用いた作品が多数制作されている状況に疑問を呈し、これまでとは明確に違うものを作るべく「空前絶後」の「空前」だけではなく「絶後」を狙い、このキャラクターを生み出した。『超時空要塞マクロス 愛・おぼえていますか』（1984年公開）では歌による戦争の終結を掲げながら、最後に主人公が敵を撃って終わらせたことを後悔していた河森は、新作企画を持ちかけられた際にまず「歌って戦うパイロット」を思いつくが、ヒットする確信がありながらも「マクロス」のポリシーから外れると考え、もうひとひねりして誰も真似ようと思わない「歌って戦わないパイロット」というひらめきに至った。
バサラは物語の主人公でありながら、上述のようにその出自や過去、背景はほとんど描かれていない。監督のアミノテツローは自分自身の感覚として、バサラは自身の過去などを気にせず「現在と未来」しかない存在で、その中での生き方を描くことが主眼であり、背景描写はあまり意味がないと思うと語っている。のちに河森は、当初バサラの経歴やバルキリーに乗っている理由について述べたプロフィールを作成したが、アミノによる「主人公に過去はいらない」という一言でカットになったことを明かしている。以来、河森はキャラクターの履歴を作り「わかったつもりになる」のではなく、少しずつキャラクターの素性や行動理由を探りながら作ることにおもしろみを感じると述べている。「歌で山を動かそうとする」という過去だけは採用され、最終話で描かれることになった。
キャラクター名は日本の南北朝時代に体制に媚びずに自由に生きていた「バサラ者」から取られており、シリーズ構成の富田祐弘が命名した。富田は誰もが持っている潜在的なパワーを炎のように燃やして発散する主人公を描きたい、と語っていた。
富田がバサラの台詞として最初に思い付いたのは「過激にファイヤー」と「俺の歌を聞け」だという。「過激に - 」はテレビシリーズの第1話より終盤まで毎回ではないが、次回予告の締めの台詞として頻繁に用いられている。「俺の - 」は第2話以降、バサラが戦闘中に歌いはじめる際に発し、番組のキャッチコピーとしても用いられている。河森によると、企画が誰にも理解されないなかで富田にキャラクターの説明をしたところ「それはオレの歌を聞けってことですか？」と言われてまさにその通りだと感じ、そこから音楽をロックにすることになり、コンセプトに合ったこの台詞をキャッチにしようという話になっていったという。一方でアミノはこの台詞を「少し急すぎる」と思い、「理屈を通したかった」ということもあって、これを言う理由が見つからなかった第1話ではなく、第2話で初めて入れている。「俺の - 」について富田は、何度も使うと押しつけがましくなると思われるのでタイミングが難しいと述べ、アミノも実際はこの台詞をあまり多く言っていないと語っている。
キャラクター原案の美樹本晴彦はバサラの風貌について、一見して目を引くヒーロー的なデザインを考えており、髪型も意識して漫画的な形にし、当時流行していた『ドラゴンボール』的なデザインに挑戦したものであると語っている。サングラスは河森の要望によるもの。美樹本自身の感覚としては、設定年齢である21歳よりも上、20代後半程度でもよいととらえている。
バサラの曲の歌詞は作詞家のK.INOJO、歌唱担当の福山芳樹、音楽プロデューサーの佐々木史朗が激論しながら作りあげ、最後にINOJOがクリーンアップするという進め方であったという。福山は「熱気バサラという男のモノの考え方とか、口調とか、振る舞い方のベースを作ったのは、INOJOさんがまとめ上げた詞の世界だと僕は思ってますよ」と語っており、INOJOも渡された資料などにはバサラの内面が書かれていなかったことから「バサラの思想を作ること、それが一番重要な仕事でしたね」と答えている。
福山によると、当初渡された設定表では「19歳」となっていたといい、福山は自身の歌を聞いて設定年齢を変更したと推測している。
放映当時、アニメ雑誌『アニメージュ』ではバサラの決め台詞が公募され、大賞に選ばれた「飛んで火に入る炸裂Bomber!」と、富田祐弘賞に選ばれた4つの作品が第32話から第37話にかけての次回予告を締める決め台詞に使用されている。大賞の作品は応募者の本名や住所が記されていなかったため落選も検討されたが、選者たちはそろって絶賛し、「やはりバサラ魂あふれるこの作品ははずせないだろう」として授賞が決定した。
2008年に放映された『マクロスF』では、ヒロインのひとりで歌手のシェリル・ノームが「私（あたし）の歌を聞け」という決め台詞をライブ開始時に発するが、これはバサラへのオマージュとされている。

### ミレーヌ・フレア・ジーナス
- 綴り - Mylene Flare Jenius[12][注 11]
- 声 - 桜井智（櫻井智）、平野綾（2代目）[注 1] / 歌 - チエ・カジウラ

Fire Bomberのボーカル兼ベース担当。
第一次星間大戦期（『超時空要塞マクロス』の時代）に地球統合軍の天才パイロットとして活躍し、『マクロス7』の時代においては第37次超長距離移民船団マクロス7の船団長を務める地球人マクシミリアン・ジーナスと、元ゼントラーディ軍のエースパイロットで、マクロス7船団の都市艦シティ7の市長を務めるゼントラーディ人ミリア・ファリーナ・ジーナスのあいだに生まれた末娘（七女）。
「エータカリーナ星雲近傍航行中の宇宙空母レッドムーン艦内」出身で、2031年2月2日生まれの14歳（2045年時点。作中で誕生日を迎え、15歳となる）。身長153.3cm、スリーサイズはB78、W52、H82、靴のサイズは22.5cm。血液型はBc（cとは、ゼントラーディマイクローンの血液型とされる）。髪はピンク色で描かれており、コスチュームは赤いハイレグレオタード。プライベートではいつも同じ服を着た姿で描かれているほかのメンバーとは異なり、ほぼ毎回服装や髪型が変わる。ギャララシ（銀河毛長ネズミ）のグババ（後述）が親友で、つねに一緒にいる。
銀河ネットワークチャートのトップシンガー、アリス・ホリディに憧れてロックを始め、音楽雑誌のメンバー募集記事を見てFire Bomberに加入した。
直情型で物怖じせず、奔放な性格の持ち主で、自分を子供扱いする家庭に反発し、親元から離れてシティ7内のマンションで一人暮らしをしている。自分以上に自由奔放なバサラの考えや行動が理解できず、いい加減な人間だと思っているが、その一方で、ボーカリストとしては見習うべきところが大きいと考えている。
両親のたぐいまれなる可変戦闘機（バルキリー）乗りとしての才能も受け継いでおり、バルキリーを玩具代わりにしていたと語る。操縦桿がギターになっているバサラの改造バルキリーを初乗りで乗りこなすといった技量も見せ、のちに周囲の反対にもかかわらずサウンドフォースにみずから志願し、VF-11MAXL改 ミレーヌ専用機（通称ミレーヌバルキリー）を操縦しながら戦場で歌うことになる。部隊結成前後はバサラの考えが理解できず、敵に対する攻撃を主張するが、次第にバサラの姿勢に感化されて歌に専念するようになる。バサラには及ばないが、相乗効果により強力な歌エネルギーを発現させ、プロトデビルンとの戦闘において成果を挙げる。歌をプロトデビルンに対する攻撃に用いることには疑問を抱かず、バサラが抱える苦悩の原因には気づかなかったが、放浪の旅に出たバサラとの再会をきっかけに、その思いを理解しはじめる。バロータ戦役の終盤には、オペレーション・スターゲイザーに反対を押し切って参加し、対プロトデビルン最終戦においては危篤状態となったバサラに代わって「サウンドバスター作戦」で歌唱を務め、作戦失敗後も歌エネルギーにより研究実験艦アインシュタインを死守する。
恋愛面では母ミリアにより、統合軍ダイアモンドフォース所属のエリートパイロット、ガムリン・木崎と見合いをさせられる。当初ミレーヌは自身がバサラと同じバンドに所属していることを隠し、普段とは異なる上品な態度でガムリンに接するが、デートを重ねるうちに素顔の部分も見せるようになり、親交を深めていく。一方でバサラにも恋心を抱くが自覚はなく、対プロトデビルン最終戦においてようやく自分の気持ちを知り、ガムリンに対しバサラのことも「同じくらい好き」であることに気づいたと告げる。
『マクロス ダイナマイト7』においてもその恋に明確な決着はついておらず、レイに諭されてバサラを追い、惑星ゾラへと向かうが、すれ違いに終わる。同作品のサイドストーリー漫画『マクロス ダイナマイト7 ミレーヌビート』では主人公とされ、本編で描かれなかったミレーヌの活動と心情が描かれる。
趣味は銀河ドライブ、シンクロナイズドスイミング、フェンシング。ピアノは3歳から、フェンシングは5歳から始めている。運転免許は10歳で取得し、A級ライセンスを所持している。愛車は両親がハネムーン用に購入し、マックスがプレゼントした「フェリーニ社オールドファッションシリーズ2007型のレッド・ツーシータータイプ」。好きな食べ物はカツ丼、ピザ、マンゴープリン。特技は「銀河毛長ネズミのグババと心で会話できる。」「モグラ叩きはいつでもパーフェクト」とされている。

#### 搭乗機（ミレーヌ）
- VF-19改 エクスカリバー 熱気バサラスペシャル - 熱気バサラ専用機。『マクロス7』第5話、第23話においてバサラと同乗し操縦。
- VF-1J バルキリー - ミリアの愛機。『マクロス7』第15話、バトロイドカーニバル会場における戦闘で搭乗。ミレーヌ搭乗機の中で唯一戦闘を行う。
- VF-11MAXL改 ミレーヌ専用機 - 通称「ミレーヌバルキリー」。サウンドフォース専用機。『マクロス7』第24話以降。
- VF-11D改 サンダーボルト - ジャミングバーズ専用機。『マクロス7』第49話、対プロトデビルン最終戦でガムリンと同乗。

#### 制作・備考（ミレーヌ）
キャラクター原案の美樹本晴彦によればキャラクターのモデルは特になく、髪の色は当初オレンジ系を想定していたという。色に関してはほかにもいろいろなパターンが考えられ、緑の髪で左目に星形のフェイスペイントを施した準備稿も存在した。前作のリン・ミンメイよりも中性的な子供らしさを残したデザインで、胸に関しても監督から「小さいほうがいい」との指示があり、美樹本によるデザイン原案でも「ちょっと弱味になる位に」小さめという記述がある。胸のサイズについて劇中では具体的に触れられることはないが、各種メディアや制作者のコメントではしばしば言及される要素である。
劇中においてほぼ毎回変わるミレーヌの私服はアニメーションキャラクター担当の桂憲一郎がデザインしており、ミレーヌの性格や年齢から、アニメのヒロインによくあるような服装や色気を過剰に強調したような服装は避け、『プチセブン』系の街で見かけられる日常的なファッションを基本としている。
ミレーヌの歌唱パートを担当したチエ・カジウラは、『マクロス7』でのデビューで一気にセールスやタイアップがついたことを喜んでいた反面、アニメソング歌手というイメージが定着していくことに本人としては複雑な心境であった。根本にあるアーティスト性を無視し、押しつぶしたメディア側へのメッセージとして『マクロス7』との距離を置くしかなかったようで、『マクロス7』が嫌いというわけではないのだと自身のブログで語っている。2007年の「マクロス25周年記念ライブ MINMAY meets FIRE BOMBER」出演以降は『マクロス7』関連の仕事をたびたび行なっており、2011年（東京ではミレーヌの誕生日となる2月2日、大阪では2月5日）にはイベント「Mylene Night」を開催し、声を担当した櫻井智をゲストに招き、初となる「Wミレーヌ」での共演を実現した。
2017年にサービスを開始したスマートフォン向けアプリケーションゲーム『歌マクロス スマホDeカルチャー』では、前年にオリジナルキャストの櫻井が引退したことによりオーディションを実施し、平野綾に交替した。櫻井は2019年に声優業に復帰しているものの、同作ではサービス終了まで平野が担当した。以降の作品でも平野が続けて担当している。

#### グババ
- 綴り - Guvava[12]

ミレーヌがつねに行動をともにしているギャララシ（通称「銀河毛長ネズミ」、学術上の名称は「宙産綱 / 虞歯（ぐば）目 / グリプティナス科 / 不定形属 / ハリグリプティナス種亜種ギャララシ」。地球の齧歯目〈ネズミ目〉とは異なる生物で、宇宙生物マニアの間では有名とされる）で、彼女にとって親友であり分身のようなもの。普段はミレーヌの肩に乗っているか、髪のなかに隠れている。
2036年、プキラセス星系第5惑星において群れとはぐれ、瀕死の状態にあったところを惑星調査に来ていたマクシミリアン・ジーナスによって保護され、当時5歳のミレーヌにプレゼントされた。感情を送受信する能力を持っており、つねにミレーヌと同じ表情を見せている。また、ミレーヌが本心を隠していても、グババの表情を見れば彼女の本心が分かるようになっている。トランス状態となり、探したい相手の位置を知る能力も持つ。
美樹本によるキャラクター原案では普段目が外からは見えず、見開いたときにだけ確認できるというデザインであった。桂によるアニメーション用の設定画ではつねに丸い目が描かれるようになっており、長い体毛に覆われた体の内部図解として二足歩行のネズミのようなものが描かれている。
グババの鳴き声は「ある動物の声を少し加工」したものと説明されている。映像ソフトの特典映像「マクロス7ぷらす グババの惑星」では、グババのキャストとして『マクロス7』の音響効果を担当したフィズサウンドクリエイションの蔭山満の名が記されている。

### レイ・ラブロック
- 綴り - Ray Lovelock[53]
- 声 - 菅原正志

Fire Bomberのリーダーで、キーボードとミュージックアレンジ担当。
口ひげを蓄えた筋骨隆々の男性で、9月30日生まれの自称28歳。身長187cm、体重82kg、血液型はO型。私服を着ている場面はほとんどなく、プライベートでも多くの場合ステージ衣装を着用した姿で描かれている。
つねに泰然自若とした性格で、バサラやミレーヌをなだめる場面が多い。バサラに対してはときに厳しく叱りつけることもあり、気に入らない仕事を請けようとしないバサラも、レイに諭されると渋々ながら請けることになる。趣味は釣り、出身地、特技、好きな食べ物は「？」とされている。
かつては統合軍のエリートパイロットで、金龍、親友のステファンとバルキリー部隊「ピンクペッカー」に所属していたが、宇宙歴〔ママ〕2030年、ゼントラーディの残党との交戦中にステファンとともに孤立した際、退避を主張するステファンの反対にもかかわらず攻撃を選んだ結果ステファンが戦死し、責任を感じて軍を退役した。ステファンの恋人だった北条アキコを支え励ますものの、自身は心の傷も癒えないまま姿を消す。旅先で酒に溺れ自暴自棄になっていたなかで、幼いバサラと遭遇し、その歌に可能性を感じたレイは、みずからの夢をバサラの歌に託しバンドを結成した。
退役後も統合軍とは深いコネクションを持っており、軍の極秘計画「プロジェクトM」にも関与している。バサラに最新鋭機VF-19改を与え、のちにサウンドフォースが結成された際は、レイは隊長としてビヒーダとともにVF-17T改（通称ストームバルキリー）に搭乗することになる。

#### 搭乗機（レイ）
- VF-11B サンダーボルト ピンクペッカー仕様 - ピンクペッカー時代の搭乗機。
- VF-17T改 ナイトメア - 通称「ストームバルキリー」。サウンドフォース専用機。前席に搭乗。『マクロス7』第24話以降。

#### 制作・備考（レイ）
美樹本の初稿デザインは頼りのなさそうな職人風の中年男性といった雰囲気だが、見当違いということで不採用となり、頼りがいのある風貌へと描き直した。

### ビヒーダ・フィーズ
- 綴り - Veffidas Feaze[57]
- 声 - 高乃麗

Fire Bomberのドラム担当。
マイクローン化した純粋なゼントラーディの女性（メルトラン）で、推定地球人相当年齢は20歳。身長はメンバーのなかでも飛び抜けて高く「少なくとも2m以上」とされ、常人離れした怪力に加え、7.2の視力を持つ。レイ同様、プライベートでもステージ衣装を着用している。プロフィールのほとんどは不明で、メンバーのなかでもとくに謎の多い人物とされている。
非常に寡黙で、話したいとき、話すべきと思ったとき以外は決して口を開くことがない。その代わりにドラムのスティックで会話ができるとされている。つねにスティックを持ち歩き、ところ構わずリズムを取る。
のちに民間協力隊サウンドフォースに所属し、VF-17T改の後席に搭乗することになる。プロトデビルンとの最終決戦では、ドラミングによって歌エネルギーを発現させる。
前身は巨人のストリートファイターで、黒豹と行動をともにしていたこともある。愛する男ゲーリック（声 - 室園丈裕）と闘い勝利したものの、空しさを感じていたところ、幼いバサラの演奏を耳にし、ミュージシャンとしての道を歩み始めるという出会いが描かれている。テレビ未放映エピソード「オンステージ」劇中で放映されるテレビ番組「コーヒーブレイク」において制作された再現ドラマでは、大道芸人をしていたとされる。

#### 制作・備考（ビヒーダ）
初期設定の段階では「ビヒダス」と名付けられていた。美樹本によるデザイン原案の初稿はサングラスをかけた女性であるが、これでは弱いと感じ、女子プロレスラーのイメージで描き直した。不採用となった初稿デザインは、北条アキコに流用された。
ビヒーダがドラムスティックでいろいろな場所を叩く場面で使われている音は、効果音担当の蔭山が毎回自分で壁や膝などを叩いて録音したもので、文芸の南極二郎や、蔭山自身がその作業の苦労について述べている。

## 現実での活動

### デビュー前・楽曲制作
バサラの吹き替えボーカルを担当する福山芳樹は、地元の神奈川県でバンド「HUMMING BIRD」を組んで活動していた当時、作曲家の中村裕介からビクターエンタテインメントに紹介されたのがきっかけで、ロックバンドの役をやると聞いておもしろいと思い引き受けたという。福山が選ばれた理由は、自身が聞いた話として「バリバリのロックの人の歌が作品にほしかったので、実際のロック歌手にお願いしたかった」というものであったと述べている。ミレーヌの吹き替えボーカルを担当するチエ・カジウラは当時デビュー前で、1年ほどデビューに向けてプリプロダクションをしていたときに、そのチームで制作を引き受けることになった。
バサラ役とミレーヌ役は歌を担当するミュージシャンが先に決まり、声優はその歌声に合わせて選ばれた。当初、福山とカジウラが歌を担当している事実は伏せられていた。
バサラの曲とミレーヌの曲は別チームで制作が進められ、福山とカジウラもレコーディングを別々に行なっていた。両者が初めて会ったのも福山によれば放送の後半になってからで、セカンド・アルバムのレコーディング直前であったという。
福山とカジウラは歌唱だけではなく楽曲制作にも携わっており、福山は音楽プロデューサーの佐々木史朗から曲づくりも勧められて最初に「MY SOUL FOR YOU」を作曲した。放送開始まで時間がなく、2日で6曲を録り、音源もレコーディング当日になって聴き、音楽性もわからないまま歌うというスケジュールであった。物語の後半になるにつれてスタッフ間でバサラらしさが共有されていき、監督から作曲家に発注書が送られるようになったといい、福山も「POWER TO THE DREAM」と「TRY AGAIN」を提供した。カジウラはミレーヌが歌うソロ曲の作詞も手がけ、当初は名前を伏せるということで急に名義を決めるように言われ、とっさに『魔女っ子メグちゃん』から取って「M.MEG」とした。自身の制作チームと同じメンバーであったため、ストーリーやミレーヌの年齢設定を意識しながらも、普段の音楽とは分けて考えず普通に作っているという感覚だったと語っている。バサラとのデュエット曲は福山同様、その場での指示も多かったという。ミレーヌの曲には指示書はあまりなく、作るときは作品よりもミレーヌの気持ちを意識したと振り返っている。

### 1990年代
1994年11月2日、シングル「SEVENTH MOON」（Fire Bomber featuring BASARA NEKKI名義）「MY FRIENDS」（Fire Bomber featuring MYLENE JENIUS名義）の同時発売でデビュー。以降、『マクロス7』アニメ本編の進行に合わせ、作品を発表していく。
1995年5月21日、日本青年館でファーストライブ「LET'S FIRE!!」を行なう。その際は林延年（のちの神奈延年）と桜井智（のちの櫻井智）の2人がメインボーカルを務め、福山とカジウラはアンコールで登場し、4人で歌唱するというかたちであった。このライブで初めて福山とカジウラが「歌バサラ」「歌ミレーヌ」としてその存在を公表される。同年6月7日、Fire Bomber名義でのファースト・アルバム『LET'S FIRE!!』が発売され、オリコンチャート第4位を記録した。9月5日に東京都の中野サンプラザ、9月19日に大阪府の大阪厚生年金会館中ホール、9月20日に愛知県の愛知県勤労会館で「LET'S FIRE AGAIN!!」が開催され、ふたたび林、桜井、福山、カジウラの4人でFire Bomberとしてライブを行なう。10月21日、Fire Bomberのセカンド・アルバム『SECOND FIRE!!』が発売された。
テレビアニメ終了後も劇場版『マクロス7 銀河がオレを呼んでいる！』、ラジオドラマ『マクロス7 CDシネマ』といった作品展開に合わせてシングルやアルバムが発売された。1996年3月12日には『LET'S FIRE!!』で第10回日本ゴールドディスク大賞アルバム賞（アニメ部門）を受賞。 
1997年8月17日、東京都の渋谷公会堂で開催された「15th ANNIVERSARY LIVE MACROSS ONE NIGHT STAND」に歴代シリーズ作品の歌手らと福山が出演し、当時妊娠中のカジウラもビデオで出演した。
1997年から1998年にかけてリリースされたOVA『マクロス ダイナマイト7』においても新曲が制作され、1998年1月21日にはFire Bomberのサード・アルバム『DYNAMITE FIRE!!』が発売された。その後も1999年4月7日発売のベストアルバム『ULTRA FIRE!! FIRE BOMBER BEST ALBUM』に至るまで『マクロス7』に関する作品の発表が続いた。

### 2000年代
2005年5月25日、福山がソロで熱気バサラのトリビュート・アルバム『FUKUYAMA FIRE!!!』を発表。同月29日にはトリビュート・ライブ「FIRE BOMBER 2005 A Tribute to Nekki Basara」を行なう。
2007年8月18日、「マクロス25周年記念ライブ MINMAY meets FIRE BOMBER」に福山と、しばらくのあいだ『マクロス7』と距離を置いていた（前述）カジウラが出演。同年、福山は同ライブで共演した神奈と「Wバサラ」としてユニット「福神」を結成。同年12月19日には、カジウラがソロでミレーヌ・ジーナスのトリビュート・アルバム『Gift 25』を発表。
2007年12月29日、福山、カジウラの2人で初めて活動。STUDIO COASTでトリビュート・ライブ「ELECTRIC FIRE 2007 〜Tribute to BASARA & MYLENE〜」を行なう。その際は公式にFire Bomberの名前は出していなかった。
2009年、公式に福山、カジウラの2人で「FIRE BOMBER」として活動開始。4月29日には「スーパーロボット魂2009“春の陣”」に福山、カジウラが揃って出演。
2009年10月14日にはシングル「超時空アンセム2009 息をしてる 感じている」が発売され、「FIRE BOMBER（福山芳樹&チエ カジウラ）」名義で参加。同日、Fire Bomberの再結成アルバム『Re.FIRE!!』を発売。
2009年10月17日、飯島真理、May'n、中島愛とともに、「マクロス クロスオーバーライブ A.D.2009×45×59」（幕張イベントホール）に出演。
2009年11月27日には東京、11月28日には大阪でFire Bomber単独により「「マクロス7」15周年記念ライブ the revival of Fire Bomber 2009」を行なった。

### 2010年代
2011年2月2日に東京都のmorph tokyo、2月5日に大阪府のFlamingo the Arushaでカジウラが企画・出演するライブイベント「Mylene Night #01」が開催され、ゲストとして櫻井が出演し、初めて「Wミレーヌ」で共演した。以降、2014年まで毎年ミレーヌの設定上の誕生日である2月2日に開催され、2012年2月2日に東京都のWOMB、4月30日に大阪府の梅田シャングリラで行なわれた「Mylene Night #02」ではゲストに福山が出演し、2013年2月2日には東京都のclubasiaで「Mylene Night #03」、2014年2月2日には東京都の下北沢GARDENで「Mylene Night #04 〜Final〜」が開催された。
2012年10月20日、アニメ映画『マクロスFB7 銀河流魂 オレノウタヲキケ！』が公開され、同年10月24日、主題歌を収録した両A面シングル「娘々FIRE!! 〜突撃プラネットエクスプロージョン / ヴァージンストーリー」を発売した。
2012年11月23日、渋谷公会堂で「マクロスシリーズ」30周年記念ライブ「FIRE BOMBER 2012」を開催。ゲストに中島愛が出演した。
2013年7月13日、千葉県の幕張メッセで「マクロスシリーズ」30周年を記念し「マクロス クロスオーバーライブ 30」が開催され、福山とカジウラも出演した。
2014年10月19日、神奈川県民ホールで『マクロス7』20周年記念ライブ「FIRE BOMBER 2014 BASARA EXPLOSION」を開催。出演は福山芳樹+F-BAND。スペシャルゲストとしてカジウラと、『マクロス7 銀河がオレを呼んでいる！』に登場するミレーヌの姉、エミリア・ジーナスの歌唱パートを担当した奥土居美可が出演した。
2019年6月1日・2日、幕張メッセで開催された「MACROSS CROSSOVER LIVE 2019 at 幕張メッセ」に福山とカジウラが歴代シリーズ作品の歌手とともに出演。2日目のアンコールではカジウラが中島愛と『マクロスF』の楽曲「アイモ〜鳥のひと」を歌い、6月2日が『超時空要塞マクロス』の音楽を担当した羽田健太郎の命日であることから、ラストには同作品のエンディングテーマ「ランナー」を出演者全員で歌った。
2019年9月13日、東京都のZepp DiverCityで『マクロス7』の放送25周年を記念し、福山が出演する「『マクロス7』25周年記念 『BASARA EXPLOSION 2019』from FIRE BOMBER」が開催された。ゲストとして奥土居美可と神奈延年が出演し、神奈は生アフレコを披露した。
2019年12月21日、さがみ湖リゾート プレジャーフォレストで「マクロス7 25周年記念 熱気バサラ!!!!!! from FIRE BOMBER in さがみ湖イルミリオン」が開催され、福山と神奈が出演してトークとミニライブを行なった。

### 2020年代
2022年1月9日に神奈川県のZepp Yokohama、同月21、22日に大阪府のZepp Namba、28日に東京都のZepp DiverCityで、福山とF-BAND、ゲストとして神奈が出演する「MACROSS 7 BASARA EXPLOSION 2022 from FIRE BOMBER」が開催された。28日の公演は日本国内と海外15エリアでライブ配信された。
2023年7月25日、上記ライブを収録したBlu-ray Disc『MACROSS 7 BASARA EXPLOSION 2022 from FIRE BOMBER at Zepp DiverCity（TOKYO）』の発売を記念し、東京都のソフマップ アミューズメント館8階イベントスペース「STELLAMAP Stage」で購入者限定イベントが開催され、福山によるトークとミニライブが実施された。
2023年9月2日、宮城県の石ノ森萬画館における「超時空要塞マクロス展」の連動企画として、福山が出演する「BASARA EXPLOSION 2022 Blu-ray発売記念 マクロス7 熱気バサラミニライブat 超時空要塞マクロス展」と、Blu-ray Disc『BASARA EXPLOSION 2022』購入者限定の「福山芳樹サイン会」が開催された。
2023年12月14日、東京都のクラブ、渋谷「R Lounge」において、Fire Bomberの楽曲で作詞を務めたK.INOJOと青木庸和のテクノユニット「ダウトメン」によるトリビュート・ライブ「LIVE Doubtmen!!! 〜CD ALBUM「ダウトメンfeat.マクロス7」先行発売記念ライブ〜 重低音/爆音で30年ぶりに蘇るマクロス7の名曲たち」が開催され、スペシャルゲストとして福山、笠原弘子、井出ちよの、ゲストとしてヴァイオリニストのミ子 、アイドルグループのうさぎのみみっく！！などが出演した。
2024年3月2日、東京都の東急歌舞伎町タワーで開催されていた「マクロス超時空フェスティバル［アンコール］ at 東急歌舞伎町タワー」において、福山が出演する「マクロス7 30周年記念 熱気バサラ ミニライブ at マクロス超時空フェスティバル」が行なわれた。
2024年3月17日、この日かぎりの「福神」復活として福山と神奈のトークとミニライブをMOJOSTスタジオより生配信した。
2024年3月23日、東京ビッグサイトで開催された「AnimeJapan 2024」の「AnimeJapan 2024 ディズニープラス「マクロス」ブースイベント」に福山が出演して「PLANET DANCE」と「REMEMBER 16」を歌った。
バサラの設定上の生年月日である2024年8月15日にはSHOWROOMの情報番組『マクロスモデラーズ』で「熱気バサラ誕生日だぜファイアー！presented by マクロスモデラーズ」が配信され、福山と神奈がゲスト出演した。また同日にはダウトメンが大阪府のバナナホールで「ライブダウトメン!!!（vol.3）」を開催して『マクロス7』の楽曲も披露し、特別ゲストとして奥土居が出演した。
2024年9月15日に神奈川県のKT Zepp Yokohama、9月23日に大阪府のZepp Namba、10月11日に愛知県のZepp Nagoya、11月1日に東京都のZepp Divercityで福山による熱気バサラ単独ライブ「MACROSS 7 30th Anniv. BASARA EXPLOSION 2024 from FIRE BOMBER」が開催され、ゲストとして神奈が出演した。
2024年10月30日、12年ぶりとなるFire Bomberの新曲を収録したシングル「BURN! BURN! BURN!」とベストアルバム『ULTRA FIRE!! FIRE BOMBER BEST ALBUM』のアナログ盤が発売された。
2025年2月21日・22日、東京都の豊洲PITで福山とカジウラが出演するFIRE BOMBER単独ライブ「SANKYO presents MACROSS 7 30th Anniv. FIRE BOMBER LIVE 2025 〜BURN! BURN! BURN!〜」が開催された。
2025年6月17日の20時より、カジウラと2代目ミレーヌ役の平野綾が出演するスペシャルトーク番組『超時空ファンクラブ マクロス魂 1周年記念 ライブ配信番組 「Mylene night prelude "Chie × Aya＝connect"」』がBitfanで配信された。
2025年9月15日、ヒューリックホール東京でカジウラと平野が出演する「Mylene night 30th anniversary "Chie×Aya＝connect"」が開催される。

## 反響

### 売り上げ
ファーストアルバム『LET'S FIRE!!』は、オリコン第4位、30万枚に達する総売り上げを記録し、第10回日本ゴールドディスク大賞のアルバム賞（アニメ部門）を受賞した。

### 人気投票
アニメグランプリ
徳間書店のアニメ雑誌『アニメージュ』が主催する「アニメグランプリ」では、1995年に発表された第17回の女性キャラクター部門でミレーヌが第3位、男性キャラクター部門でバサラが第2位、アニメソング部門でオープニングテーマの「SEVENTH MOON」が第3位、エンディングテーマの「MY FRIENDS」が第6位。
翌1996年発表の第18回では、女性キャラクター部門でミレーヌが第6位、男性キャラクター部門でバサラが第4位、アニメソング部門で「SEVENTH MOON」が第11位、「MY FRIENDS」が第16位であった。
みんなで選ぶロボットアニメーションベスト100
2006年に刊行された書籍『愛と戦いのロボット 完全保存版』で発表されたアンケート「みんなで選ぶロボットアニメーションベスト100」では、「一番カッコイイヒーローは？」でバサラが第7位、「一番お気に入りのヒロインは？」でミレーヌが第8位、「「これが基本」だと思う、ロボットの武器・必殺技は？」でスピーカーポッドが第66位、「一番燃える！カラオケでよく歌う主題歌は？」で「突撃ラブハート」が第20位、「SEVENTH MOON」が第30位、「DYNAMITE EXPLOSION」が第41位、「TRY AGAIN」が第46位にランクインした。
全マクロス大投票
2019年5月4日にNHK BSプレミアムで放送された『発表！全マクロス大投票』における投票結果のキャラクター部門では、バサラが作品別、総合ともに『マクロスF』のシェリルに次いで第2位、ミレーヌが作品別で第15位、総合で第14位となった。
メカ部門では、バサラが搭乗するVF-19改が第4位、ミレーヌが搭乗するVF-11MAXL改が第41位。
歌部門では、「突撃ラブハート」が『超時空要塞マクロス 愛・おぼえていますか』の「愛・おぼえていますか」、『マクロスF』の「ライオン」に次いで第3位（作品別、総合とも）を獲得したほか、50位以内に複数曲がランクインした。
ねとらぼ調査隊
アイティメディアが運営するウェブサイト「ねとらぼ調査隊」が2021年に実施したアンケート「あなたが好きなマクロスシリーズの歌姫は？」ではミレーヌが選択肢のある主要な歌姫11人中第6位であり、「歌姫」ということでバサラは選択肢に入っていなかったが、コメント欄ではバサラを推す意見が多かったという。2022年以降にバサラを選択肢に含めて実施している同名アンケートではバサラが最高第3位（2023年）、ミレーヌが第8位（2022年以降）となっている。
2021年より同サイトが実施している歴代シリーズ作品の好きな主人公を問うアンケートでは、バサラが最高で第1位（2024年）を記録している。
2021年10月28日から11月3日にかけて実施したアンケート「神奈延年が演じたテレビアニメキャラで1番好きなのは？」では、バサラが837票中231票（得票率27.6%）で第1位となった。
アニメ！アニメ！
イードが運営するウェブサイト「アニメ！アニメ！」が、6月9日の語呂合わせで「ロックの日」にちなんで2021年以降に実施している「“ロック”なキャラといえば？」というアンケートでは、バサラが毎年ベスト10以内にランクインし、2022年には第3位を記録している。
同サイトが2022年10月13日に発表した「“ドラム”キャラといえば？」ではビヒーダが第12位、同年11月11日に発表した「“ベース”キャラといえば？」ではミレーヌが第14位。
「“ロック”なアニソンといえば？」では、「突撃ラブハート」が2022年は第7位、2023年は第10位にランクインした。

## 歌唱曲
劇中で使用されている曲はボーカル担当者ごとに使用順、劇中未使用の曲は収録されているディスクの発売順、トラックナンバー順に記している。作詞は記述のない場合、熱気バサラメインおよびソロボーカル曲はK.INOJO、ミレーヌ・ジーナスソロボーカル曲はM.MEG（チエ・カジウラの別名義）によるものである。

### 熱気バサラメイン・デュエット
ミレーヌとのデュエットバージョン、またはミレーヌのコーラスパートがあるもの。「PLANET DANCE」「HOLY LONELY LIGHT」「LIGHT THE LIGHT」のみ、劇中バサラ不在時はミレーヌがソロで歌うこともある。

#### 『マクロス7』（バサラメイン）
テレビアニメ『マクロス7』で使用されている曲。
PLANET DANCE
作曲 - 須藤英樹 / 編曲 - 河内淳貴
『マクロス7』第1話からシリーズを通して使用されている、Fire Bomberを代表する曲のひとつである。「バンドのオープニングテーマ」という位置づけがなされている。劇中ではこの曲の「Galaxy Fight Version」（アルバム『LET'S FIRE!!』に収録）がFire Bomberのデビュー曲という設定である。
突撃ラブハート
作曲・編曲 - 河内淳貴
『マクロス7』第1話より使用。バサラが初の戦場で歌う曲で、以降も戦闘シーンで頻繁に使用される。VHS/LD『マクロス7 (2) 』の映像特典「マクロス7ぷらす 突撃あこーすてぃっくラブハート」ではアコースティック・バージョンが使用されており、テレビシリーズでも第28話以降に劇中で流れ、最終話（第49話）のエンディングテーマにもなっている。こちらはバサラが幼少のころから歌ってきたことが描写されている。
アミノは戦場で歌う曲として「元気が良くて、かと言ってあんまり戦闘的じゃない歌」をコンセプトとしたのが本曲であり、バサラの「俺の歌を聞け」というメッセージを直接的に表した「甚だ個人的な曲」と述べている。
『マクロスF』第2話でも劇中曲として使用されている。『Re.FIRE!!』にはセルフカバー「突撃ラブハート -A.D.2060-」（編曲 - 曽我淳一）を収録。
HOLY LONELY LIGHT
作曲 - 須藤英樹 / 編曲 - 湯川とうべん
『マクロス7』第20話でバサラが連日の徹夜を経て作り第21話から22話にかけてレコーディングを行ない、第23話で完成版が流される。サウンドフォース結成後の戦闘シーンにおいて頻繁に使用されている。冒頭のシャウトが特徴。
アミノはバンドが売れてきて「そのノリノリの中で爆発して生まれた曲」といったイメージをしており、一方で「さまよえる青春」を詞のコンセプトとした切ない部分もあると語っている。
TRY AGAIN
作詞 - K.INOJO、福山恭子 / 作曲 - 福山芳樹 / 編曲 - 田中裕千
『マクロス7』第40話より使用。バサラの歌唱を担当する福山芳樹が制作側の発注とは関係なく持ち込んだ曲である。アミノはこの曲を聞いた際には「これラスト以外では使えないだろう」と思い、イントロ部分は当初隠され、最終話のクライマックスとなる場面でのみ使用されている。福山が当時組んでいたバンド、HUMMING BIRD版のタイトルは「FLY AWAY」。
PlayStation用ゲーム『マクロス デジタルミッション VF-X』のオープニングテーマ曲でもある（同ゲームにFire Bomberは登場しない）。『マクロスF』第17話では劇中曲、『マクロスΔ』第19話ではBGMとして使用されている。
LIGHT THE LIGHT
作曲 - TSUKASA / 編曲 - 田中裕千
日本青年館でのファーストライブ「LET'S FIRE!!」のアンコールで初めて披露された曲。本編では『マクロス7』第41話より使用されている。バサラとミレーヌのデュエットによるバラード曲であるが、ストーリーの展開上、しばしばミレーヌがソロで歌う場面がある。
アミノは「『愛は地球を救う』と言ってみんなで肩組んで歌って、それって何か忘れてることありませんか？」というような「失敗した曲」を作ろうと発注したが、「ダメな曲」は歌えないため、「結局は曲として納得できるものにせざるを得ない」ということになったと述べている。福山によると、本来はバサラが「売れ線のバラード」を求められて、ロックではないと書くのをやめるという曲になる予定だったものの、とてもよい曲になったので「感動的なバラード曲」として使用されることになったという。

#### ラジオドラマ版（バサラメイン）
ラジオドラマ版で使用されている曲。
HELLO
作曲 - 須藤英樹 / 編曲 - 田中裕千
「GALAXY SONG BATTLE」第10話より使用。
GOOD-BYE
作曲 - 川野美紀 / 編曲 - 田中裕千
『マクロス7 CDシネマ5 GALAXY SONG BATTLE 3』収録のCDシネマ特別付録「熱血!!歌番長バサラ3」で使用。

#### 『マクロス ダイナマイト7』（バサラメイン）
OVA『マクロス ダイナマイト7』で使用されている曲。
DYNAMITE EXPLOSION
作詞 - 古屋敏之 / 作曲 - 福山芳樹 / 編曲 - ON-DO
『マクロス ダイナマイト7』のオープニングテーマ曲。本編中では使用されていない。オープニングアニメーションはマクロス7船団所属の「武道艦」において行われたライブという設定である。
福山が当初ラフに歌った段階での歌詞は「ダイヤモンド」で、監督が「ダイナマイト」に変更したという。
劇中におけるFire Bomberのライブでは通常、宙に浮かぶ鳥型のマイクが用いられるが、本曲が流れるオープニングアニメーションではバサラがスタンドマイクで歌う姿が描かれている。福山によればこのマイクは、当時自身が使用していたSM57である。
PARADE
作曲 - 川野美紀 / 編曲 - ON-DO
『マクロス ダイナマイト7』のエンディングテーマ曲。「DYNAMITE EXPLOSION」同様、本編中での使用はない。

#### 『マクロスアルティメットフロンティア』
Burning Fire
作詞 - indy / 作曲 - カツキユーナ / 編曲 - カツキユーナ、ソン ルイ、飯塚啓介
PlayStation Portable用ゲーム『マクロスアルティメットフロンティア』の主題歌。『Re.FIRE!!』に収録。

#### 『マクロスFB7 銀河流魂 オレノウタヲキケ!』
ヴァージンストーリー
作曲・編曲 - COZZi
『マクロスFB7 銀河流魂 オレノウタヲキケ！』のエンディングテーマ曲。

#### 劇中未使用（バサラメイン）
弾丸ソウル
作曲 - イケガミキヨシ (JAZZIDA GRANDE) / 編曲 - ソン ルイ、飯塚啓介
『Re.FIRE!!』に収録。
Song of Eternity
作詞 - indy / 作曲 - ソン ルイ / 編曲 - ソン ルイ、飯塚啓介
『Re.FIRE!!』に収録。
星屑ハイウェイ
作曲 - ソン ルイ / 編曲 - ソン ルイ、飯塚啓介
『Re.FIRE!!』に収録。
MAGIC RHAPSODY
作詞 - ACKO / 作曲 - 永井ルイ / 編曲 - 曽我淳一
『Re.FIRE!!』に収録。
BURN! BURN! BURN!
作曲・編曲 - 今村良太
「BURN! BURN! BURN!」に収録。
音楽プロデューサーの佐々木史朗がみずからディレクションし、INOJOが作詞を手がけた曲で、福山とカジウラは制作段階には関与していない。作曲・編曲は1991年生まれの今村が担当した。レコーディングは先に福山の声が入り、そこにカジウラの声を重ねる形式であった。福山はこれまでのバサラの曲にはあまりなかった「ブルースっぽいコード進行」で、ギタリストが作るような曲と評し、カジウラは「昔のアルバムに入っていても違和感がないくらい、FIRE BOMBERらしい曲」で、INOJOの「いなたい」歌詞にも懐かしさと衝撃を感じたと述べている。
2025年6月28日、AKINO from bless4 ソロデビュー20周年記念ライブ『僕の地獄に音楽は絶えない』において、「BURN! BURN! BURN! - AKINO × 福山芳樹Ver.」が披露された。

### 熱気バサラソロ
「REMEMBER 16」のみ、本編中ではバサラ不在時にミレーヌがソロで歌うこともある。 

#### 『マクロス7』（バサラソロ）
SEVENTH MOON
作曲・編曲 - 河内淳貴
テレビシリーズおよび劇場版『マクロス7 銀河がオレを呼んでいる!』のオープニングテーマ曲。『マクロス7』第17話以降の冒頭ナレーション部分のBGMとしてスキャット・バージョンが使用されているが、本編中では一度も使用されていない。
アミノは本曲について「実はあんまりファイアーボンバーらしくない曲」と感じていて「番組の顔という意識のほうが強い」ということもあり、本編では使わずに終わったが、「逆にこの曲がパッケージとしてあったから、中で好きな曲歌ってられた部分もある」とも述べている。
INOJOによると最初に作詞したのが本曲であり、その時点では主題歌になることは聞かされていなかったという。当時INOJOが手がけていたFENCE OF DEFENSEの世界に引きずられているといい、「バサラの世界がまだ反映されてない、要するにFire Bomberのレパートリーになりきれてない」、異質な曲だと語っており、監督やスタッフがそれを見抜いて主題歌としたのではないかと推測している。
福山は収録の場で曲と歌詞を初めて受け取り、深夜から朝までかけて録音した。テレビ放送のオープニングで使用されているバージョンはCD収録のフルバージョンとは伴奏や歌が異なり、福山は先にフルバージョンを歌い、テレビバージョンを別録りしたといい、そのためテレビバージョンのほうがうまく歌えたと語っている。
MY SOUL FOR YOU
作曲 - 福山芳樹 / 編曲 - 河内淳貴（通常版）
『マクロス7』第2話でバサラが作曲する場面が描かれ、第3話で完成版を披露。劇中ではアコースティック・バージョンも使用される。
作曲を手がけた福山は、『7』の仕事が決まったという知らせを受けて帰り道に「宇宙で敵がやって来た時に歌う曲って、どういう曲なのかな」と考えたときにメロディが浮かんだと語っている。
アミノはデモテープの段階で一番気に入ったのが本曲であると述べており、第1話で使用した「突撃ラブハート」に対して、第2話の作曲シーンではもう少し内面的な歌にしようと考えてこの曲を選んだという。
『マクロスF』第17話でも劇中曲として使用されている。
REMEMBER 16
作曲・編曲 - 河内淳貴
劇中では『マクロス7』第9話で練習中に歌う場面があり、第17話で完成。劇場版『マクロス7 銀河がオレを呼んでいる！』ではアコースティック・バージョンが使用されている。
アミノはこの曲を聞いて「思い出」のイメージで詞を依頼したと語っている。
『マクロスΔ』第11話では、チャック・マスタングの弟ハックとザックがアコースティック・ギターを奏でて本曲を歌う場面がある。
SUBMARINE STREET
作曲 - 福田俊哉 / 編曲 - 湯川とうべん
『マクロス7』第29話より使用。この曲自体は番組開始前に作られていたが、実際に劇中で使用されたのはシリーズ後半になってからである。バサラが眠りについたプロトデビルンのシビルを起こそうとする場面で用いられているが、監督のアミノによればこれは当初から想定されていたことではなく、その場面用の曲が発注されていたものの、遅れていたためにこの曲を合わせたという。
POWER TO THE DREAM
作曲 - 福山芳樹 / 編曲 - 田中裕千
『マクロス7』第33話より使用。福山の作曲で、アミノはシビルを起こす場面で使用する曲のイメージが固まらずにいた際にこの曲を聞き、「これでいいんだ。バサラなら怒鳴って人を起こすだろう」と気づいて決定したとしている。HUMMING BIRD版のタイトルは「まだまにあうさ」。
SPIRAL ANSWER
作曲 - 中村裕介 / 編曲 - 田中裕千
『マクロス7』第45話で使用。

#### ラジオドラマ版（バサラソロ）
1.2.3.4.5.6.7 NIGHTS
作曲 - 須藤英樹 / 編曲 - 田中裕千
「Mellow Heart Beat」第1話より使用。VHS / LD / DVD『マクロス7 (12) 』の映像特典「マクロス7ぷらす Let's Bomber!」でも使用されている。
DIAMOND CALLING
作曲 - 川野美紀 / 編曲 - 田中裕千
「Mellow Heart Beat」第3話で使用。映像特典「マクロス7ぷらす Let's Bomber!」、『マクロス7 CDシネマ3 GALAXY SONG BATTLE 1』収録のCDシネマ特別付録「熱血!!歌番長バサラ1」でも使用されている。
夢の道〜Disillusion
作詞 - 福山恭子 / 作曲・編曲 - 福山芳樹
「Melodious Illusion」第6話で使用。
LOVE SONG
作曲 - 福山芳樹 / 編曲 - 田中裕千
「GALAXY SONG BATTLE」第9話で使用。オーダ音楽帝国の国民的歌手で、「悲しみ」の歌を持つラーク・スカイビューティーひとりに向けて作られた曲という設定。HUMMING BIRD版のタイトルは「To Heart」。
ROCK'N'ROLL FIRE
作曲 - 須藤英樹 / 編曲 - 田中裕千
「GALAXY SONG BATTLE」第9話より使用。Fire Bomber結成時に作られた曲で、テクニックが追い付かずに未発表となっていたという設定。

#### 『マクロス ダイナマイト7』（バサラソロ）
NEW FRONTIER
作詞 - 石川雅敏 / 作曲 - 河内淳貴 / 編曲 - ON-DO
『マクロス ダイナマイト7』第1話より使用。劇中ではアコースティック・ギターによるバージョンも使用されている。
FEEL UNIVERSE
作詞 - 高柳恋 / 作曲 - Three Cat Night / 編曲 - 中山弘
『マクロス ダイナマイト7』第2話より使用。
WILD LIFE
作曲 - 飯塚昌明 / 編曲 - 中山弘
『マクロス ダイナマイト7』第4話で使用。

#### 劇中未使用（バサラソロ）
ON THE WIND
作曲 - 福山芳樹 / 編曲 - 蛭子圭一
『ACOUSTIC FIRE!!』に収録。
NEVER SAY DIE
作詞 - 石川雅敏 / 作曲 - 南部昌江 / 編曲 - ON-DO
『DYNAMITE FIRE!!』に収録。
STARLIGHT DREAM
作詞 - 福山恭子/  作曲 - 福山芳樹 / 編曲 - 島田昌典
『ZZNKQB ZOLA RADIO FIRE!!』に収録。
名もなき果ての街で
作詞・作曲 - 古屋敏之 / 編曲 - 島田昌典
『ZZNKQB ZOLA RADIO FIRE!!』に収録。
I CALL YOUR NAME
作曲 - 福山芳樹 / 編曲 - 永井ルイ
『ULTRA FIRE!! FIRE BOMBER BEST ALBUM』に収録。
HUMMING BIRD版のタイトルは「Bye Bye! お嬢様」。
DAIMON
作詞 - 福山恭子 / 作曲 - 福山芳樹 / 編曲 - ソン ルイ、飯塚啓介
『Re.FIRE!!』に収録。
ビッグバン
作詞 - 福山恭子 / 作曲 - 福山芳樹 / 編曲 - ソン ルイ、飯塚啓介
『Re.FIRE!!』に収録。
Waiting for you
作詞 - 福山恭子 / 作曲 - 福山芳樹 / 編曲 - 伊藤寛之
『Re.FIRE!!』に収録。
I am a ROCK
作詞 - 福山恭子 / 作曲 - 福山芳樹 / 編曲 - 福山芳樹+F-BAND
「BURN! BURN! BURN!」に収録。
作曲した福山はバサラらしい単純明快な曲を目指し、2022年のライブ「BASARA EXPLOSION 2022」ではコロナ禍で観客の声出しができなかった経験と、眼前の相手や敵も一緒に歌うときこそバサラがもっとも嬉しそうに見えるという観点から、ライブで観客が一緒に歌えるパートを入れている。ディレクションは福山の妻で作詞家の福山恭子が手がけており、コーラスを入れるのが好きな福山に対して「バサラの曲なんだからコーラスはできるだけ少なく」と指示したという。

### ミレーヌ・ジーナスソロ

#### 『マクロス7』（ミレーヌソロ）
MY FRIENDS
作曲 - 川野美紀 / 編曲 - 河内淳貴
テレビシリーズの第1期エンディングテーマ曲。「SEVENTH MOON」とは違い、本編中でも第1話より使用されている。
SWEET FANTASY
作曲 - 大槻啓之 / 編曲 - 湯川とうべん
『マクロス7』第9話より使用。劇中ではデビュー曲の「PLANET DANCE」に次ぐ2ndシングルという位置づけであり、プラネット･チャート初登場2位を獲得したという設定。
PILLOW DREAM
作曲 - 出雲麻紀子 / 編曲 - 湯川とうべん
『マクロス7』第26話より使用。テレビシリーズで使用された曲の中では最もCD収録が遅く、『MUSIC SELECTION FROM GALAXY NETWORK CHART VOL.2』に初収録となった。
君に届け→
作曲 - M.Project / 編曲 - 山田貢司
『マクロス7』第35話より使用。ステージ上や戦場で歌う場面はなく、特定の誰かに向けて歌う場面がほとんどである。
fall
作曲 - M.Project / 編曲 - 山田貢司
『マクロス7』第36話でアカペラ（歌唱は桜井智）、第41話でイントロ部分のみ使用。ラジオドラマ版でも使用されている。

#### ラジオドラマ版（ミレーヌソロ）
恋のマホウ
作曲 - 湯川とうべん / 編曲 - M.Project
「GALAXY SONG BATTLE」第9話で使用。『マクロス ダイナマイト7』第2話、『マクロスFB7 銀河流魂 オレノウタヲキケ！』でも使用されている。

#### 『マクロス ダイナマイト7』（ミレーヌソロ）
GO（自由な唄）
作曲 - 川野美紀 / 編曲 - 田中裕千
『マクロス ダイナマイト7』第1話より使用。

#### 劇中未使用（ミレーヌソロ）
LOVE IT
作曲 - M.Project / 編曲 - 山田貢司
『LET'S FIRE!!』に収録。『Re.FIRE!!』には「LOVE IT -A.D.2060-」（編曲 - 杉本恭一）を収録。
LOVE SONG
作曲・編曲 - 田中裕千
『DYNAMITE FIRE!!』に収録。バサラの「LOVE SONG」とはまったく別の曲である。
Ready GO.
作詞 - Chie Kajiura / 作曲 - 今野潤一 / 編曲 - 杉本恭一
『Re.FIRE!!』に収録。
PLASTICS
作詞 - Chie Kajiura / 作曲・編曲 - 杉本恭一
『Re.FIRE!!』に収録。
レゴリス
作詞 - Chie Kajiura / 作曲・編曲 - Eric Zay & Chie Kajiura
「BURN! BURN! BURN!」に収録。
作詞はカジウラ、作曲・編曲はシンガーソングライターのEric Zayとカジウラの共作。カジウラは『Re.FIRE!!』では当時のイメージでガールズポップ風としたことから、本曲では大人になったミレーヌ、「バサラが生まれた2024年から30年後のミレーヌ」を意識し、バサラを太陽、ミレーヌを月にたとえ、一生交わらない関係を受け入れたラブソングとしている。「レゴリス」は流星物質の衝突破片などで構成される天体上の堆積層を指し、「30年、心が砕け散っても永遠の愛を誓う。そしてきっと2人は惹かれ合っている。という思い」を歌ったという。また、ほかの曲よりも「宇宙の浮遊感」を意識した曲となっている。

### 他名義

#### EMILIA with BASARA NEKKI名義
『マクロス7 銀河がオレを呼んでいる！』に登場するエミリア・ジーナス（歌 - 奥土居美可）とバサラのデュエット曲。
HEART & SOUL
作詞 - K.INOJO / 作曲 - 川野美紀 / 編曲 - 田中裕千
『マクロス7 銀河がオレを呼んでいる！』の主題歌。バサラとエミリアがプロトデビルンに対抗する場面で使用。CDシングル「HEART & SOUL」、アルバム『マクロス ソング・コレクション 2002』に収録。

#### 熱気バサラ名義
熱気バサラ個人名義の曲。Fire Bomber名義の曲のアコースティック・バージョンも「熱気バサラ」または「BASARA NEKKI」名義となっている。
ANGEL VOICE
作詞 - K.INOJO / 作曲・編曲 - 菅野よう子
『マクロス ダイナマイト7』第4話、銀河クジラとのセッションを成功させる場面で使用。初収録は『ZZNKQB ZOLA RADIO FIRE!!』。

#### 熱気バサラ・エルマ名義
バサラと、『マクロス ダイナマイト7』に登場するエルマ・ホイリー（歌 - 阪口あや）のデュエット曲。本編では使用されておらず、CDアルバム『ZZNKQB ZOLA RADIO FIRE!!』に3曲が収録されている。Fire Bomberの曲をもとにアレンジを加えたもの。
夢の道〜ON THE ZOLA ROAD
作詞 - 福山恭子 / 作曲 - 福山芳樹 / 編曲 - 野崎圭一
MY SOUL FOR YOU〜ZOLA DREAMIN'
作詞 - K.INOJO / 作曲 - 福山芳樹 / 編曲 - 蛭子圭一
PLANET DANCE IN ZOLA
作詞 - K.INOJO・アミノテツロー / 作曲 - 須藤英樹 / 編曲 - 河内淳貴・野崎圭一

#### 桜井智名義
Mylene Jenius sings Lynn Minmay
ミレーヌによるリン・ミンメイのカバーアルバムという設定で、1995年に発売されたCDアルバム。歌唱は桜井智が担当。原曲の詳細については「リン・ミンメイ#歌唱曲」を参照。「愛・おぼえていますか」はテレビ未放映エピソード「最強女の艦隊」で使用されている。アルバムに先行して本編第11話でミレーヌが「私の彼はパイロット」を歌うシーンでは、チエ・カジウラが歌ったバージョンが使用されている。

- 愛・おぼえていますか（編曲 - 保刈久明）
- 0-G LOVE（編曲 - 保刈久明）
- SUNSET BEACH（編曲 - 吉良知彦）
- マイ・ビューティフル・プレイス（編曲 - 吉良知彦）
- 小白竜（シャオパイロン、編曲 - 保刈久明）
- やさしさSAYONARA（編曲 - 吉良知彦）
- 私の彼はパイロット（編曲 - 保刈久明）
- シルバームーン・レッドムーン（編曲 - 吉良知彦）
- 愛は流れる（編曲 - 保刈久明）
- あなたへのLOVE SONG（作詞・作曲 - 飯島真理 / 編曲 - 保刈久明）

Friends 〜時空を越えて〜
作詞・作曲 - 飯島真理 / 編曲 - 飯島真理、James Studer
『超時空要塞マクロス』放映15周年記念企画として1997年にシングルで発売された、リン･ミンメイとミレーヌの時空を越えたデュエットという設定の楽曲。こちらも歌唱は桜井智が担当している。

#### チエ・カジウラ名義
…だけど ベイビー!!
作詞 - Chie / 作曲・編曲 - 太田要
『マクロス7』第35話以降のエンディングテーマ曲。ミレーヌの歌という設定ではなくチエ･カジウラ名義で出されており、本編中での使用もない。ただし、『SECOND FIRE!!』をはじめとするFire Bomber名義のアルバムにはたびたび収録されており、漫画『マクロス ダイナマイト7 ミレーヌビート』ではミレーヌが歌う場面がある。

#### シェリル・ノーム starring May'n、ランカ・リー＝中島愛、FIRE BOMBER名義
娘々FIRE!! 〜突撃プラネットエクスプロージョン
作詞 - K.INOJO、古屋敏之 / 作曲 - 河内淳貴、須藤英樹、福山芳樹 / 編曲 - CHOKKAKU
『マクロスFB7 銀河流魂 オレノウタヲキケ!』の主題歌。「突撃ラブハート」「PLANET DANCE」「DYMAMITE EXPLOSION」のメドレー。同映画のラストで開催される『マクロスF』のヒロイン、シェリル・ノームとランカ・リーによるFIRE BOMBERとのコラボレーションライブで歌われる。

## ディスコグラフィ
発売元は記述のない場合ビクターエンタテインメント。アルバムは2008年にJVCエンタテインメントより再販された。2009年以降の発売元はフライングドッグ。
タイトル横の括弧内はディスクの名義（表記はジャケットに従う）。発売日の横は規格品番。

### シングル
SEVENTH MOON（Fire Bomber featuring BASARA NEKKI）
1994年11月2日発売（VIDL-10558）。オリコン最高39位。
『マクロス7』オープニングテーマ「SEVENTH MOON」、カップリング曲「MY SOUL FOR YOU」に加え、熱気バサラへのインタビューも収録されている。
MY FRIENDS（Fire Bomber featuring MYLENE JENIUS）
1994年11月2日発売（VIDL-10559）。オリコン最高34位。
『マクロス7』前期エンディングテーマおよび挿入歌の「MY FRIENDS」と、カップリング曲「SWEET FANTASY」、ミレーヌ・ジーナスへのインタビューを収録。
…だけど ベイビー!!（CHIE KAJIURA）
1995年7月24日発売（VIDL-10681）。オリコン最高15位。
チエ・カジウラのデビューシングルで、『マクロス7』後期エンディングテーマ「…だけど ベイビー!!」、カップリング曲に「あなだらけのHeaven」、ボーナス・トラックに「Sweet Fantasy (gero geroooo version) 」、4曲目に「…だけど ベイビー!! (instrumental version) 」を収録している。
マクロスフェスティバル’95 チケマガCD
1995年8月1日、バンダイビジュアルより発売（TIK-0004）。
『マクロスプラス MOVIE EDITION』『マクロス7 銀河がオレを呼んでいる！』の映画鑑賞券つきシングルCD。オーディオドラマ「Fire Bomber Special DJ」と「突撃ラブハート」「MY SOUL FOR YOU」「REMEMBER 16」のアコースティック・バージョンを収録。

HEART & SOUL（EMILIA with BASARA NEKKI）
1995年10月4日発売（VIDL-10642）。オリコン最高24位。
劇場版『マクロス7 銀河がオレを呼んでいる！』の主題歌「HEART & SOUL」と、カップリング曲に「FLASH IN THE DARK」（EMILIA） 、「REMEMBER 16 (Acoustic Version)」（BASARA NEKKI） を収録。
Friends 〜時空を越えて〜 （リン・ミンメイ&ミレーヌ・ジーナス）
1997年11月21日、イーストウエスト・ジャパン（AMDM-6217） / ビクターエンタテインメント（VIDL-30095）より発売。
『超時空要塞マクロス』放送15周年を記念して発売されたシングル。表題曲「Friends 〜時空を越えて〜」はリン・ミンメイ（飯島真理）とミレーヌ・ジーナス（桜井智）のデュエット曲。カップリング曲として、イーストウエスト版は飯島真理の「天使の絵の具〜Macross 15th Anniversary Version〜」、ビクター版は桜井智の「MY SISTER」を収録。
2007年8月8日に発売された『マクロス25周年記念プロジェクト マクロス マキシマムBOX！』（VIZL-244）に全曲、2014年3月26日に発売された『マクロス30周年記念 超時空デュエット集 娘コラ×』（VTCL-60367）に表題曲が再録された。
DYNAMITE EXPLOSION（Fire Bomber）
1997年12月17日発売（VIDL-30097）。オリコン最高30位。
『マクロス ダイナマイト7』のオープニングテーマ「DYNAMITE EXPLOSION」と、エンディングテーマ曲の「PARADE」、両曲のオフヴォーカル版を収録。初回出荷分では誤植によりバサラの名前が「BASARA KEKKI」となっており、のちに非売品ドラマCDの『MACROSS DYNAMITE 7 Fire Bomber GALAXY FUN NET』でこのことを笑い話としている。
超時空アンセム2009 息をしてる 感じている （飯島真理、FIRE BOMBER、May'n、中島愛）
2009年10月14日発売（VTCL-35080）。オリコン最高10位。
作品世界でマクロスが進宙したという設定の2009年を記念し、歴代の歌手が集結して作られた曲を収録。
娘々FIRE!! 〜突撃プラネットエクスプロージョン / ヴァージンストーリー （シェリル・ノーム starring May'n、ランカ・リー＝中島愛、FIRE BOMBER）
2012年10月24日発売（VTCL-35141）。オリコン最高6位。
『マクロスFB7 銀河流魂 オレノウタヲキケ!』の主題歌「娘々FIRE!! 〜突撃プラネットエクスプロージョン」、エンディングテーマ「ヴァージンストーリー」を収録した両A面シングル。

BURN! BURN! BURN!（FIRE BOMBER）
2024年10月30日発売（VTCL-35379）。オリコン最高15位。
『マクロス7』30周年を記念した、12年ぶりのリリースとなるシングル。表題曲「BURN! BURN! BURN!」に加えて「I am a ROCK」「レゴリス」の新曲3曲を収録。ジャケットは美樹本晴彦の描き下ろしによるミレーヌのイラストで、初回生産分にはクリアレッドの背景にバサラのサングラスが描かれたケースが付属する。

### アルバム
以下に紹介するアルバムの多くは、作品世界内でリリースされたものであるという設定がなされている。
MUSIC SELECTION FROM GALAXY NETWORK CHART
1995年1月21日発売（VICL-572）、2008年5月21日再販（VTCL-60048）。オリコン最高6位。
テレビシリーズ序盤で使用されたFire Bomberの楽曲を中心に、Alice Holiday、FLASCHAKAYA、POWER OF TOWERら劇中に登場するミュージシャンの楽曲を併せて収録したコンピレーション・アルバム。作品世界では2045年4月にリリースされたという設定。
Mylene Jenius sings Lynn Minmay （桜井智）
1995年5月3日発売（VICL-576）、2008年5月21日再販（VTCL-60049）。オリコン最高9位。
ミレーヌ・ジーナスがリン・ミンメイの曲をカバーしたという設定の企画アルバム。歌唱はチエ・カジウラではなく声の演技を担当した桜井智（のちの櫻井智）が担当し、アルバム名義も桜井智となっている。ミンメイの代表的な楽曲に加え、ミンメイを演じた飯島真理が作詞・作曲した「あなたへのLOVE SONG」が収録されている。作品世界では2045年5月にリリースされたという設定。

LET'S FIRE!!（FIRE BOMBER）
1995年6月7日発売（VTCL-573）、2008年5月21日再販（VTCL-60050）。オリコン最高4位。
Fire Bomberのファースト・アルバムで、テレビシリーズ序盤から中盤にかけて使用された楽曲を収録している。これまでに発売されたCDに収録済みの「PLANET DANCE」「突撃ラブハート」はデュエット・バージョンで、「MY SOUL FOR YOU」はアコースティック・バージョン（劇中未使用）で収録され、さらにボーナストラックとして「SEVENTH MOON [TV Version]」（テレビのオープニング用）、「PLANET DANCE [Galaxy Fight Version] 」（テレビシリーズ第8話で録音されたノイズ交じりのバージョン）も収録。作品世界では2045年6月にリリースされたという設定。第10回日本ゴールドディスク大賞アルバム賞（アニメ部門）受賞。
LIVE FIRE!!（Fire Bomber）
1995年8月23日発売（VICL-2158）、2008年5月21日再販（VTCL-60051）。オリコン最高9位。
1995年5月21日に日本青年館で行われたライブ『LET'S FIRE!!』の模様を収録したミニアルバム。歌唱はバサラとミレーヌの声の演技を担当した林延年（のちの神奈延年）と桜井智（のちの櫻井智）。アンコールの「LIGHT THE LIGHT」で本編歌唱担当の福山、カジウラが登場する。
SECOND FIRE!!（FIRE BOMBER）
1995年10月21日発売（VICL-574）、2008年5月21日再販（VTCL-60052）。オリコン最高9位。
Fire Bomberのセカンド・アルバム。テレビシリーズの中盤から終盤、およびラジオドラマ版（『CDシネマ1』『CDシネマ2』収録分）で使用された楽曲を収録している。作品世界では2046年3月にリリースされたという設定。
卡拉OK FIRE!! Fire Bomber ORIGINAL KARAOKE
1995年12月16日発売（VICL-720）、2008年5月21日再販（VTCL-60053）。
「卡拉OK」は「カラオケ」と読む。Fire Bomberの代表的な楽曲のオフヴォーカル（カラオケ）・バージョンを収録。初回生産分には一部の楽曲を除く各曲の楽譜と、「PLANET DANCE」「HOLY LONELY LIGHT」のバンドスコアが封入されていた。
本アルバムは未配信だったが、2024年12月16日には「DYNAMITE EXPLOSION（BONUS TRACK）」「ANGEL VOICE（BONUS TRACK）」「HEART&SOUL（BONUS TRACK）」の3曲をボーナストラックとして追加した配信限定アルバム『卡拉OK FIRE!! STREAM』がリリースされた。
MUSIC SELECTION FROM GALAXY NETWORK CHART VOL.2
1996年3月23日発売（VICL-732）、2008年6月25日再販（VTCL-60054）。オリコン最高26位。
ラジオドラマ版（『CDシネマ3』以降収録分）で使用されたFire Bomberの新曲を中心に、ラーク・スカイビューティー、パンサー・レオポード・タンクらラジオドラマ版オリジナルの登場人物が歌う曲のほか、テレビ本編で使用されていながらこれまで収録されなかったミレーヌの「PILLOW DREAM」も収録されたコンピレーション・アルバム第2弾。作品世界では2046年9月にリリースされたという設定。
ACOUSTIC FIRE!!（FIRE BOMBER）
1996年10月23日発売（VICL-803）、2008年6月25日再販（VTCL-60055）。オリコン最高26位。
Fire Bomberの代表曲をアコースティック楽器でアレンジしたセルフカバーのアンプラグド・アルバム。すべて劇中未使用であり、過去に『LET'S FIRE!!』や劇場版鑑賞券兼用CD「マクロスフェスティバル’95 チケマガCD」に「アコースティック・バージョン」と銘打って収録された「突撃ラブハート」「MY SOUL FOR YOU」「REMEMBER 16」も、新たに異なるアレンジで収録されている。新曲「ON THE WIND」も収録。作品世界では2046年7月にリリースされたという設定。
DYNAMITE FIRE!!（Fire Bomber）
1998年1月21日発売（VICL-60115）、2008年6月25日再販（VTCL-60056）。オリコン最高18位。
Fire Bomberのサード・アルバム。『マクロス ダイナマイト7』で使用された楽曲と『MUSIC SELECTION FROM GALAXY NETWORK CHART VOL.2』からの一部再録で構成されている。作品世界では2047年4月にリリースされたという設定。
ENGLISH FIRE!!（Fire Bomber American）
1998年2月21日発売（VICL-60146）、2008年6月25日再販（VTCL-60057）。
Fire Bomberのコピーバンド「Fire Bomber American」による英語歌詞の楽曲を収録。一部は『マクロス ダイナマイト7』劇中で使用されている。作品世界では2046年12月にリリースされたという設定で、ブックレットの記述ではこのバンドはリン・カイフンを名乗る人物がマクロス11船団のシティ11でプロデュースし、Fire Bomberの方こそがコピーであると主張している。
ZZNKQB ZOLA RADIO FIRE!!
1998年9月2日発売（VICL-60259）、2008年6月25日再販（VTCL-60058）。オリコン最高35位。
惑星ゾラで放送されるラジオ番組という体裁をとっており、『DYNAMITE FIRE!!』未収録の「ANGEL VOICE」のほか、マリア（川野美紀）の「水のような愛のような」、エルマ・ホイリー（阪口あや）が歌う「エルマのプラネットダンス」やバサラとエルマのデュエット曲、劇中のラジオドラマ「ゾミオとゾリエット」、Fire Bomberの新曲「STARLIGHT DREAM」「名もなき果ての町で」などを収録している。作品世界では2047年5月にリリースされたという設定。
ULTRA FIRE!! FIRE BOMBER BEST ALBUM
1999年4月7日発売（初回限定盤VIZL-39、通常盤VICL-60364）、2008年6月25日再販（VTCL-60059）。オリコン最高24位。
Fire Bomberのベスト・アルバム。新曲「I CALL YOUR NAME」も併せて収録されている。初回限定盤にはギターピックとブックレット「Fire Bomber Official fan book」が同梱された。
2024年10月30日には本アルバムの楽曲を収録したアナログ盤（VTJL-32〜33）が発売された。オリコン最高41位。
Re.FIRE!!（FIRE BOMBER）
2009年10月14日発売（VTCL-60150）。オリコン最高16位。
2060年、バサラが放浪の旅に出て以来13年ぶりにリリースされた新作で、いまだマクロス7船団に帰っていないバサラだけは銀河ネットワークの回線を通して参加したという設定。PlayStation Portable用ゲームソフト『マクロスアルティメットフロンティア』の主題歌「Burning Fire」とセルフカバー2曲を含む全12曲を収録。

### トリビュート・アルバム
FUKUYAMA FIRE!!! 〜A Tribute to Nekki Basara〜
2005年5月25日、 ジェネオン・エンタテインメントより発売（GNCA-7026）。
熱気バサラの歌を担当した福山芳樹によるトリビュート・アルバム。
Gift 25 〜A Tribute to Mylene Jenius〜
2007年12月19日、ジェネオン・エンタテインメントより発売（GNCA-7109）。
ミレーヌ・ジーナスの歌を担当したチエ・カジウラによるトリビュート・アルバム。
ダウトメン feat MACROSS 7
2024年1月1日発売（DTMC-001）。
『マクロス7』30周年を記念し、K.INOJOと青木庸和のテクノユニット「ダウトメン（Doubtmen）」によるテクノアレンジ全14曲を収録したアルバム。
収録楽曲と参加アーティストは以下のとおり。
1. INTRODUCTION（Violon - ミ子）
2. PLANET DANCE（Vocal - 福山芳樹、笠原弘子）
3. HOLY LONELY LIGHT（Vocal - 仮面女子）
4. REMEMBER 16（Vocal - 福山芳樹）
5. WILD LIFE（Vocal - 井出ちよの）
6. 星屑ハイウェイ（Vocal - うさぎのみみっく！！）
7. ヴァージンストーリー（Vocal - 福山芳樹、井出ちよの）
8. 弾丸ソウル（Vocal - K.INOJO、井出ちよの）
9. SEVENTH MOON（Vocal - MASK OF GODDESS）
10. HEART & SOUL（Vocal - yucat）
11. REMEMBER 16（Duet ver.）（Vocal - 福山芳樹、正宗幹也 / Chorus - SPECIA:RIDE、七熊燐）
12. 突撃ラブハート（Vocal - 正宗幹也 / Violon - ミ子 / Chorus - うさぎのみみっく！！）
13. LIGHT THE LIGHT（Vocal - まおせり with 仮面女子）
14. ANGEL VOICE（Guitar - いまみちともたか（Tomotaka IMASA Imamichi））

### ライブ・ビデオ
Yoshiki Fukuyama FIRE BOMBER 2005 A Tribute to Nekki Basara
2005年7月31日、スリーナイン・エンタテインメントより発売（TNDA-0002）。
2005年5月29日にSTUDIO COASTで行われた福山芳樹によるトリビュート・ライブ「FIRE BOMBER 2005 A Tribute to Nekki Basara」を収録したDVD。
ELECTRIC FIRE 2007 〜Tribute to BASARA & MYLENE〜
2008年4月16日、ジェネオン・エンタテインメントより発売（GNBA-7510）。
2007年12月29日にSTUDIO COASTで行われたトリビュート・ライブ「ELECTRIC FIRE 2007」を収録したDVD。
MACROSS 7 BASARA EXPLOSION 2022 from FIRE BOMBER at Zepp DiverCity（TOKYO）
2023年7月15日、ライフタイム / MOJOSTより発売（SPXF-0002）。
2022年1月に開催された熱気バサラ単独ライブ「MACROSS 7 BASARA EXPLOSION 2022 from FIRE BOMBER」の模様を収録したBlu-ray Disc。2023年5月開催のライブツアー「ACOUSTIC FIRE!! YOSHIKI FUKUYAMA SOLO LIVE 2023」の会場では、発売日の20日前に入手可能な予約ができる「銀河最速先行予約特典カード」が配布された。ボーナストラックとして日替わりで披露された「マクロスシリーズ」のカバー楽曲、映像特典として密着映像を収録。

## コラボレーション
SEIKO
2019年、『マクロス7』25周年を記念し、バンダイよりSEIKOとのコラボレーションで腕時計「マクロス7 × SEIKO Fire Bomberモデル 25周年記念アニバーサリーウォッチ」の発売が発表され、同年8月21日より予約受け付けが開始された。
エクシング
エクシングの通信カラオケJOYSOUNDの「みるハコ」において、2024年10月30日から2025年1月31日にかけて『マクロスFB7 オレノウタヲキケ！』が配信され、2024年10月30日から2025年1月13日にかけては「BURN! BURN! BURN!」と『ULTRA FIRE!! FIRE BOMBER BEST ALBUM』の発売を記念し、「うたスキ」にログインのうえで課題曲を歌唱して応募すると抽選でプレゼントが当たるキャンペーンが開催された。

## 作品外での楽曲使用
『マクロス7』の金龍役で声優としてデビューした高橋広樹は、CDデビュー10周年を記念して2013年に発売したアルバム『高橋広樹キャラクターソングベスト「伽羅にて候」』で、Fire Bomberの「SEVENTH MOON」と「突撃ラブハート」をカバーした。
2017年にデビューしたプロレスラーの納谷幸男は、入場曲にFire Bomberの「TRY AGAIN」を使用していた。